# Doctrine juridique française
Pour les articles homonymes, voir Doctrine.
 (décembre 2016).
La doctrine juridique française est l'ensemble des discours de dogmatique juridique sur le droit français, et désigne par métonymie la classe professionnelle de juristes qui s'y dévoue. Elle se présente surtout sous la forme d’écrits tels que des livres, des commentaires, des traités ou des articles ponctuels.
La doctrine n'est pas une source directe du droit, elle est importante pour analyser et comprendre les normes et les situations juridiques.
Ses critiques peuvent également inspirer le législateur et la jurisprudence. En ce sens, elle est dotée d’une certaine autorité.

## Éléments historiques

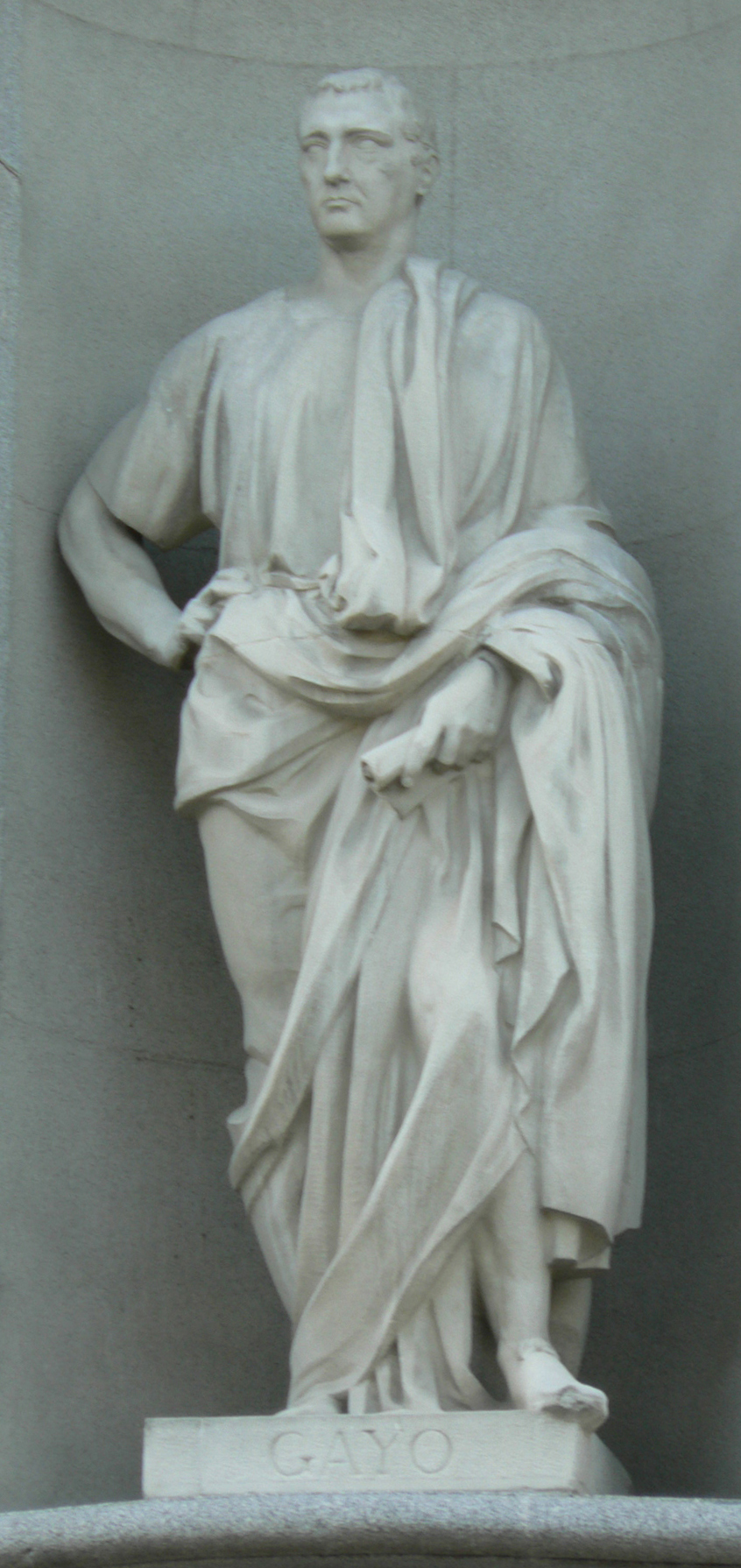
Sculpture du jurisconsulte romain Gaius.

L'importance de la doctrine juridique commence à l'époque romaine, avec les plaidoyers de jurisconsultes, tels que ceux de Cicéron au Ier siècle av. J.-C., les consultations des deuxième et troisième siècles, reprises par Justinien (Institutes, 533, Digeste, 534 et Code, 534), Julien (codification de l'Édit Perpétuel, 131 av. J.-C.), Gaius, au IIe siècle, Papinien, en 212, Ulpien, en 223, et le Code de Théodose sous le Bas-Empire, en 438.
François Terré, Membre de l'Institut, rappelle que les bases du Code Napoléon, dans le Discours préliminaire de Portalis, sont fondées sur le rapprochement des sentences des tribunaux et des doctrines des auteurs, lesquelles ne se confondant pas. Selon cet éminent jurisconsulte, "c'est au magistrat et au jurisconsulte, pénétrés de l'esprit général des lois, à en diriger l'application". Il existe par ailleurs "un dépôt de maximes, de décisions et de doctrines qui s'apure journellement par la pratique et par le choc des débats judiciaires. Il est trop heureux que la jurisprudence (lato sensu) forme une science qui puisse fixer le talent, flatter l'amour propre et éveiller l'émulation"".
L'ancien droit français a continué d’avoir une influence après la Révolution, notamment grâce aux plumes de Beaumanoir (Coutumes de Beauvaisis, 1283), de Jacques d'Ableiges (Grand Coutumier de France), de Dumoulin au XVIe siècle, de Pothier (1699-1772), ou encore d'écrivains et juristes tels que Beaumarchais et Montesquieu, au XVIIIe siècle.
Le XIXe siècle est marqué par les codifications napoléoniennes ; le Code civil des Français est respecté et la doctrine en suit la lettre sans considération de la jurisprudence naissante. C'est le temps de l' École de l'Exégèse, étudiant les articles du Code Napoléon pour en extraire, par cette méthode, des principes généraux. Cette fidélité au texte est lisible dans l'œuvre de Troplong, de Toullier, de Demolombe ou de Laurent. Comme le note M. François Terré, bien que respectueux de la méthode interprétative, Aubry et Rau, dans leur Cours de droit civil (1838-1847), sont parvenus à transcender l'exégèse pour construire des théories encore influentes au début du XXIe siècle.
À l'ornière des XIXe et XXe siècles, la doctrine s'est désemparée du Code pour mieux investir les prétoires; ainsi sont apparues les « notes » ou « commentaires » d'arrêts, fondés non plus seulement sur la matrice juridique napoléonienne, mais enrichie par la sociologie, la philosophie, l'économie et le droit comparé, notamment.
Les auteurs contemporains ont fait de la doctrine un sujet populaire : la doctrine écrit sur la doctrine. Les rédacteurs du Traité de droit civil, sous la direction de Jacques Ghestin, Introduction générale, préviennent que cette attitude peut sembler égocentrique. Il faut en effet s'en défier et telle n'est pas la démarche entreprise dans cette contribution pédagogique.

## Définitions
Dans le Vocabulaire juridique de l'Association Henri Capitant des amis de la culture juridique française, dirigé par le Professeur Gérard Cornu, la doctrine est définie en quatre points :

« Doctrine
Lact. docrina, de docere: enseigner.
1. Opinion communément professée par ceux qui enseignent le Droit (communis opinio doctorum), ou même ceux qui, sans enseigner, écrivent sur le Droit[11]. En ce sens, doctrine s'oppose à jurisprudence. V. doctrinal, autorité, source.
2. Ensemble des ouvrages juridiques. Syn. littérature (mais c'est un germanisme du XXe s.).
3. Ensemble des auteurs d'ouvrages juridiques. Syn. les auteurs, les interprètes (mais les tribunaux peuvent être compris dans les interprètes).
4. En des sens restreints : opinion exprimée sur une question de Droit particulière. En ce sens, peut désigner les motifs de droit sur lesquels repose une décision de justice (ex. la doctrine d'un arrêt); conception développée au sujet d'une institution ou d'un problème juridique. En ce sens, peut désigner des affirmations de principe émanent de gouvernants; ex. la doctrine Monroe en Droit international public. NB : il semble que les trois termes - thèse, théorie, doctrine - puissent se classer selon la généralité croissante de l'objet (une doctrine touche davantage aux principes, à la philosophie; ex. les doctrines du Droit naturel). V. raisonnement juridique, science, interprétation, technique juridique ».

Ces très riches définitions ouvrent des voies de réflexion, et suggèrent des développements sur les sources du droit, la méthode, la valeur et la portée de la doctrine. Des développements comparatifs pourraient montrer comment la doctrine est envisagée dans le monde.

### Notionlato sensude doctrine
Outre les ouvrages d'universitaires, il faut compter sur les travaux des magistrats, certainement moins bien répandus qu'aux États-Unis, par exemple, où, suivant les préceptes de Montesquieu, le système constitutionnel confère aux juges un pouvoir équivalant aux pouvoirs exécutif et parlementaire, tandis qu'en France il n'est question que d' autorité judiciaire, réminiscence du rejet de l'Ancien droit et des arrêts de règlement (le juge législateur) que la Révolution française a fait disparaître... dans une certaine mesure.
Il n'en reste pas moins que les arrêts de Hautes juridictions, surtout les arrêts de principe, les conclusions des avocats généraux ou autres membres du ministère public, celles des commissaires du gouvernement auprès du Conseil d'État, le plus souvent publiées, apportent énormément à la doctrine.

### Méthodologie
Quelle place la doctrine occupe-t-elle dans la hiérarchie des normes ? Tout est question de méthode : pour certains, une doctrine, même majoritaire voire unanime, ne doit en aucun cas influencer le juge à moins qu'il ne s'approprie l'entier raisonnement du ou des auteur(s) l'ayant influencé dans le respect de la loi. Cela n'est pas infréquent, mais il faut « que la doctrine assume sa fonction d'oracle et d'augure du droit positif, afin de veiller à rendre le droit plus cohérent et mieux adéquat aux exigences sociales ». En revanche, la doctrine peut être un « guide » pour les magistrats, ainsi que pour le législateur... au besoin pour l'empêcher de « nuire », ou pour l'aider à améliorer l'état du droit. Le droit est selon les uns une science, selon d'autres un art. De prestigieux auteurs de la doctrine signent des ouvrages d'une qualité rare dans les sciences humaines. Mais il s'agit d'une science approximative, en ce sens que la doctrine se préoccupe souvent de questions polémiques, et qu'elle prête à controverses.

## Fonction de la doctrine

### Source du droit ou force de loi?
Affirmer que la doctrine est "source du droit" paraît assez hautain de la part d'auteurs de doctrine.[non neutre] Néanmoins, sans elle, des revirements de jurisprudence n'auraient jamais eu lieu, ainsi que des sources d'inspiration pour le législateur, par exemple au Palais Bourbon ou au Palais du Luxembourg, (loi sur les accidents de la circulation, 1985), tirée des prétoires et, avant eux, des recherches d'auteurs de doctrine. De fait, le Code civil du Québec de 1994 s'est essentiellement nourri de doctrine française en matière d'obligations contractuelles, dont celle de J. Ghestin en cette discipline. Pour M. F. Terré, "il n'en reste pas moins que la doctrine est consubstantielle au droit". La doctrine serait davantage un guide pour les tribunaux et le législateur, mais n'a pas force de loi. Il faut réserver ici les travaux doctrinaux transnationaux, tels ceux de l'Institut international pour l'unification du droit privé qui a proposé des points-clés en matière de contrats du commerce international: les Principes d'Unidroit (1994-2004, 2006-).

### Rôle de la doctrine

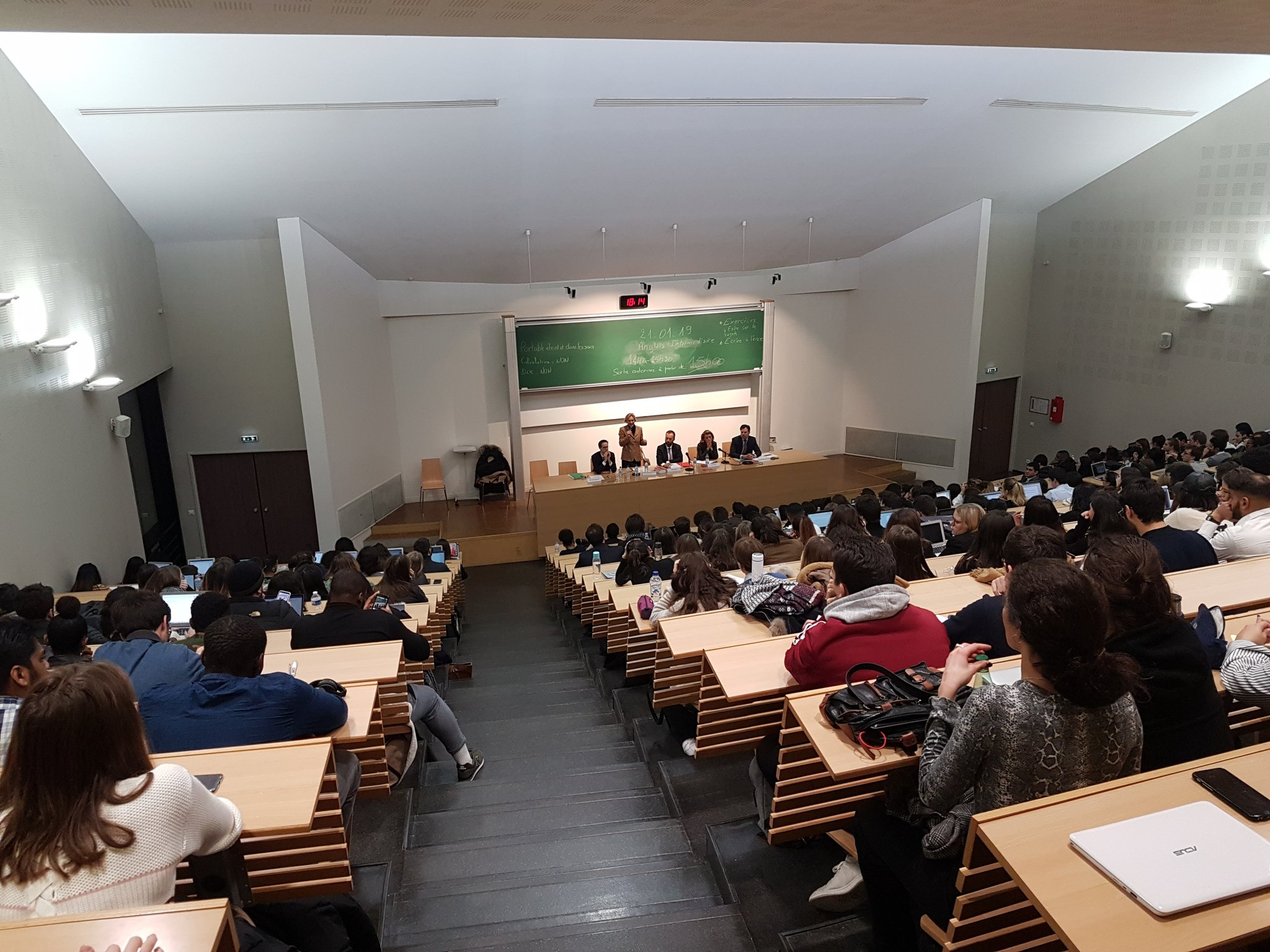
Colloque dans une faculté de droit.

Tout d'abord, elle vise à la transmission du savoir juridique, en forgeant les juristes de demain ou, en formation continue, en renforçant la connaissance de l'état du droit par les professionnels de celui-ci. Aussi les auteurs, professeurs et maîtres de conférences, participent-ils à nombre de conférences. Dans le même esprit, la doctrine est consultée, spécialement en droit des affaires; s'ouvrent alors outre-prétoires une sorte de disputatio au sens romain du terme, celle-là même que les avocats appliquent à la barre ou dans leurs plaidoyers, mais à un niveau scientifique probablement supérieur.
Ensuite, la doctrine a un rôle de mise en ordre des décisions de justice, des lois, des arrêtés, bref, du droit, en le rendant savant.
Enfin, la doctrine est source de principes qui seront repris ultérieurement par la jurisprudence voire le législateur compte tenu de leur pertinence; on peut lui prêter un rôle d' avant-garde mais aussi de garde-fous, contre les décisions iniques et les lois injustes. Pour M. F. Terré, "Le rôle de la doctrine est d'autant plus irremplaçable qu'on peut à la rigueur imaginer un système juridique sans lois ou sans coutume ou sans jurisprudence, mais qu'on ne peut imaginer un système juridique sans doctrine, car c'est elle qui fait prendre conscience de leur propre existence".

## Critiques de la doctrine
La remise en cause par certains « positivistes » du rôle de la doctrine procède du désir d'effacement de celle-ci au profit des sources formelles du droit. Selon un auteur, "les juristes sont en réalité des illusionnistes". Les causes réelles des critiques proviennent en réalité d'universitaires contre leurs collègues. Non sans présupposés sociaux ou politiques. Les Professeurs J. Ghestin et alii suggèrent de sonder plus en profondeur la sociologie juridique, la philosophie du droit, le droit comparé et l'économie. À l'époque moderne, selon ces auteurs, le Palais se désintéresserait de plus en plus des opinions doctrinales. Cependant nombre de magistrats des juridictions prêtent assistance, en matière internationale ou arbitrale, par exemple, aux travaux de la doctrine. Même si Cour suprême s'attache à suivre la loi, non les professeurs, il paraît discutable d'affirmer "qu'il y a aujourd'hui une incontestable et sans doute regrettable inflation des publications doctrinales".

## Différences avec la legal doctrine anglo-saxonne
La legal doctrine ou doctrine juridique dans les systèmes de common law est établie au moyen de précédents judiciaires, qu'il ne faut pas confondre avec le concept de doctrine juridique dans les systèmes de droit de tradition civiliste.

### Articles et ouvrages spécialisés
- René David, La doctrine, la raison, l'équité, in Revue de recherche juridique, 1986, pp. 118-127.
- Bonecase, J., La pensée juridique de 1804 à l'heure présente, 2 vol., Bordeaux : Delmas, 1933
- Chevallier, J., « Doctrine juridique », Droit et société, 2002, no 50, p. 103 et s.
- Oppetit, Bruno, « Le droit a-t-il encore un avenir au Collège de France ? », L'avenir du droit : mélanges en hommage à François Terré, Paris : 1999, Dalloz, P.u.f. et Éditions du Juris-Classeur, p. 111 et s.  (ISBN 2-247-03642-2) (Dalloz),  (ISBN 2-13-050142-7) (P.U.F.),  (ISBN 2-7110-0037-0) (Éditions du Juris-Classeur)
- Gaudemet, Jean, Le temps de l'historien des institutions, L'avenir du droit : mélanges en hommage à François Terré, Paris : 1999, Dalloz, P.u.f. et Éditions du Juris-Classeur, p. 95 et s.
- Jamin, Christophe, Henri Capitant et René Demogue, « Notation sur l'actualité d'un dialogue doctrinal », L'avenir du droit : mélanges en hommage à François Terré, Paris : 1999, Dalloz, P.u.f. et Éditions du Juris-Classeur, p. 125 et s.
- Molfessis, Nicolas, Les prédictions doctrinales, L'avenir du droit : mélanges en hommage à François Terré, Paris : 1999, Dalloz, P.u.f. et Éditions du Juris-Classeur, p. 141 et s.
- Cabrillac, Michel, Un domaine à explorer par le chercheur: les démarches de l'investigation juridique, L'avenir du droit : mélanges en hommage à François Terré, Paris : 1999, Dalloz, P.u.f. et Éditions du Juris-Classeur, p. 167 et s.
- Gautier, Pierre-Yves, « Éloge du rhéteur (portrait et aphorismes) », L'avenir du droit : mélanges en hommage à François Terré, Paris : 1999, Dalloz, P.u.f. et Éditions du Juris-Classeur, p. 177 et s.
- Gaudemet, Jean (1908-2001), Les naissances du droit, le temps, le pouvoir et la science au service du droit, 3e éd., Paris : Montchrestien, 2001, 389 p.  (ISBN 2-7076-1260-X)
- Malaurie, Philippe, « Les grands juristes », L'unité du droit : mélanges en hommage à Roland Drago, Paris : Economica, 1996, p. 79 et s.  (ISBN 2-7178-3055-3)
- Picard, E., « Science du droit ou doctrine juridique », L'unité du droit : mélanges en hommage à Roland Drago, Paris : Economica, 1996, p. 119 et s.
- Gautier, Pierre-Yves, « Portrait d'un portraitiste : à propos d'une galerie de grands jurisconsultes », Revue trimestrielle de droit civil, 1996, p. 333 et s. (sur la première édition de l'Anthologie de la pensée juridique de Ph. Malaurie).
- Centre d'histoire du droit et de recherches inter-normatives de Picardie, Centre universitaire de recherches administratives et politiques (Amiens), La doctrine juridique, Paris : Presses universitaires de France, 1993, 287 p.  (ISBN 2-13-045943-9)
- Droits, Doctrine et recherches en droit, avril 1995.
- Blancher, R., « La doctrine face à la création du droit par le juge », Gazette du Palais, 28 avril 1981.
- Bredin, Jean-Denis, « Remarques sur la Doctrine », Mélanges offerts à Pierre Hébraud, Toulouse : Université des sciences sociales, 1981, 961 p.
- Batiffol, Henri, « La responsabilité de la doctrine dans la création du droit », Revue de Recherche Juridique, 1981, p. 175.
- Atias, Christian, « La mission de la doctrine universitaire en droit privé », JCP 1980.I.2999.
- Gautier, Pierre-Yves, Les articles fondateurs (réflexions sur la doctrine), in Le droit privé à la fin du XXe siècle, Études offertes à Pierre Catala, Litec,  (ISBN 2-7111-3288-9), p. 255 et s.
- Beaud O., Brunet P., Gaudemet Y., 2011 : "La part de la doctrine dans la création du droit public" Revue de droit d'Assas no 4 (octobre 2011) - pp. 7–9
- Mouly, « La doctrine, source d'unification internationale du droit », Revue internationale de droit comparé, 1986, p. 351.